# Мацуї Кеня
Кеня Мацуї (яп. 松井 謙弥, нар. 10 вересня 1985, Какеґава) — японський футболіст, воротар клубу «Міто Холліхок».
Виступав, зокрема, за клуб «Джубіло Івата».

## Ігрова кар'єра
Народився 10 вересня 1985 року в місті Какеґава. Вихованець футбольної школи клубу «Джубіло Івата». Дорослу футбольну кар'єру розпочав 2004 року в основній команді того ж клубу, в якій провів шість сезонів, так й не ставши гравцем основного складу і взявши участь лише у 2 матчах чемпіонату. 
Згодом з 2009 по 2017 рік грав у складі команд клубів «Кіото Санга», «Сересо Осака», «Токусіма Вортіс», «Токусіма Вортіс», «Кавасакі Фронталє» та «Омія Ардія». При цьому по-справжньому основним голкіпером був лише 2013 року, граючи за «Токусіма Вортіс».
До складу клубу «Міто Холліхок» приєднався 2018 року. 